# Sally Salminen
Sally Alina Ingeborg Salminen, född 25 april 1906 på Vårdö, Åland, död 18 juli 1976 i Köpenhamn i Danmark, var en åländsk författare.

## Biografi
Salminen blev berömd som författare när hon 1936 vann en svensk-finländsk romanpristävling med Katrina. Romanen har översatts till ett tjugotal språk och filmatiserades 1943 av Gustaf Edgren. Hon skrev romanen medan hon arbetade som hembiträde i New York.
Sally Salminen gifte sig 1940 med den danske målaren Johannes Dührkop och var bosatt i Danmark. Hon skrev många romaner efter Katrina, men nådde aldrig samma framgångar som med debuten. I Danmark blev hon emellertid en berömd kulturpersonlighet.

### Skönlitteratur
- Katrina: Roman. Belönad med första pris i "Svensk romanpristävling 1936". Helsingfors: Schildt. 1936. Libris 19942108. http://litteraturbanken.se/forfattare/SalminenS/titlar/Katrina/info
- Den långa våren: Roman. Stockholm: Wahlström & Widstrand. 1939. Libris 1375968
- På lös sand: Roman. Stockholm: Wahlström & Widstrand. 1941. Libris 1413940
- Lars Laurila: Berättelse. Stockholm: Wahlström & Widstrand. 1943. Libris 1413937
- Nya land. Stockholm: Wahlström & Widstrand. 1945. Libris 1413939
- Barndomens land. Stockholm: Wahlström & Widstrand. 1948. Libris 1413935
- Små världar: Berättelse. Stockholm: Wahlström & Widstrand. 1949. Libris 1413941
- Klyftan och stjärnan: Roman. Stockholm: Wahlström & Widstrand. 1951. Libris 1446873
- Prins Efflam: Roman. Stockholm: Wahlström & Widstrand. 1953. Libris 1446874
- Spår på jorden. Stockholm: Wahlström & Widstrand. 1961. Libris 1266695
- Vid havet. Stockholm: Wahlström & Widstrand. 1963. Libris 1266694

### Upptäcktsresan. Memoarer
- Upptäcktsresan. Helsingfors: Schildt. 1966. Libris 665835
- Min amerikanska saga: Upptäcktsresan 4. Helsingfors: Schildt. 1968. Libris 665834
- På färder i Israel. Teckningar av Ruth Levin. Helsingfors: Schildt. 1971. Libris 1661737
- Världen öppnar sig. Helsingfors: Schildt. 1974. Libris 7844429. ISBN 951-50-0071-8

### Varia
- I Danmark. Helsingfors: Schildt. 1972. Libris 7844393. ISBN 951-50-0015-7
- Jerusalem / teckningar av Ruth Levin. Stockholm: LT. 1970. Libris 1563511

## Priser och utmärkelser
- 1937 – Tollanderska priset
- 1953 – Ingrid Jespersens legat
- 1967 – Tagea Brandts rejselegat for kvinder[2]